# Harry Fulton McLeod
Pour les articles homonymes, voir McLeod.
Harry Fulton McLeod (né le 17 septembre 1871 et mort le 7 janvier 1921) était un avocat et un homme politique canadien qui fut député du Nouveau-Brunswick.

## Biographie
Harry Fulton McLeod naît à Fredericton, au Nouveau-Brunswick. Il commence sa carrière politique en devenant maire de Fredericton de 1907 à 1908 puis se lance en politique provinciale en étant élu à l'Assemblée législative du Nouveau-Brunswick le 3 mars 1908 comme député du Comté d'York et le reste jusqu'en 1913. 
Conservateur, il est élu par acclamation député fédéral de la circonscription de York le 31 décembre 1913 à la suite de la démission de Oswald Smith Crocket qui avait été nommé juge. Après une refonte des circonscriptions, il remporte le siège de la circonscription de York—Sunbury sous l'étiquette unioniste.